# Millepora squarrosa
Millepora squarrosa är en nässeldjursart som beskrevs av Jean-Baptiste Lamarck 1816. Millepora squarrosa ingår i släktet Millepora och familjen Milleporidae. IUCN kategoriserar arten globalt som livskraftig. Inga underarter finns listade i Catalogue of Life.